# Erdheimova–Chesterova choroba
Erdheimova-Chesterova choroba (zkráceně ECD, známá též jako Erdheimův-Chesterův syndrom nebo polyostotická sklerotická histiocytóza) je vzácné onemocnění charakterizované abnormálním zvýšením počtu určitého typu bílých krvinek, tzv. histiocytů, nebo tkáňových makrofágů (technicky se toto onemocnění řadí mezi histiocytózy z non-Langerhansových buněk). Obvykle propuká ve středním věku. Nemoc se projevuje mimo jiné mnohojadernými obrovskými buňkami, zánětlivým infiltrátem lymfocytů a histiocytů v kostní dřeni a generalizovanou sklerózou dlouhých kostí.
Nemoc je pojmenovaná po americkém patologovi Williamu Chesterovi a rakouském patologovi Jakobu Erdheimovi.